# 千葉市立都賀中学校
千葉市立都賀中学校（ちばしりつ つがちゅうがっこう）は、千葉県千葉市稲毛区作草部町にある公立中学校。通称は「都賀中」。

## 概要
近隣の千葉市立都賀小学校、千葉市立千草台東小学校からの入学者が8割以上を占めている。元々、都賀小学校の卒業生は千葉市立椿森中学校に入学するのが一般的であったが、椿森中学校の生徒が増加したため分離新設された中学校である。
校名の「都賀」は、かつて周辺が千葉郡都賀村に属していたことに因る。同市内若葉区に都賀という町域名があるが、距離は離れている。

## 部活動
- 野球部
- サッカー部
- 男女ソフトテニス部
- 女子卓球部
- 男女バスケットボール部
- 女子バレーボール部
- 美術部
- 吹奏楽部
- 科学技術部

また、全国中学校体育大会（総合体育大会）時のみ、必要に応じて部活として、大会に出ることができる。（例：水泳部・陸上部）

## 生徒会活動
- 生徒会本部（会長 1名、副会長・書記・会計 各2名）

- 専門委員会（各委員会にクラスより男女各1名）
  - 図書委員会、放送委員会、給食委員会、保健委員会、環境委員会、

生徒会本部役員、専門委員会の委員長は生徒の選挙によって決まる。専門委員会で委員長のいるクラスは、その委員会に1名しか入れない。

## 著名な出身者
- 小島よしお（お笑い芸人）
- 宮田健吾（演出家・脚本家）
- 塩原康孝（ミュージシャン・俳優・ルイ(SCREW)）
- 二瓶翼（プロサッカー選手）
- 髙橋慎之介（プロ野球選手）